# Mogens Haastrup
Mogens Haastrup (né le 28 juin 1939 au Danemark) est un joueur de football danois, qui évoluait en tant qu'attaquant.
Il est connu pour avoir terminé meilleur buteur du championnat du Danemark lors de la saison 1963 avec 21 buts.